# Kehinde Wiley
Kehinde Obot Wiley (ur. 28 lutego 1977 w Los Angeles) – amerykański malarz, portrecista.

## Życiorys
Urodził się 28 lutego 1977 r. w Los Angeles w rodzinie nigeryjskiego imigranta Isaiah D. Obota i teksaskiej Afroamerykanki Freddie Mae Wiley jako jedno z dwójki bliźniaków. Jego ojciec porzucił rodzinę, wracając do Nigerii, w związku z czym wychowywał się z matką. Jego talent rozpoznała matka, która w wieku 11 lat zapisała go do szkoły plastycznej przy California State University, Wiley był również na wymianie w Rosji rok później, podczas której spędził sześć tygodni w okolicy Leningradu. Ukończył Los Angeles County High School for the Arts, a następnie San Francisco Art Institute w 1999 r. i zdobył stypendium, dzięki któremu magisterium uzyskał na Yale School of Art dwa lata później.
W 2002 r. miał pierwszą indywidualną wystawę w Rhona Hoffman Gallery w Chicago, a później wystawiał swoje prace m.in. w Richmond, Nowym Jorku, Phoenix, Toledo, Seattle, Oklahoma City, San Antonio, Filadelfii, Londynie, Paryżu. Zyskał popularność w 2005 r., gdy telewizja VH1 zleciła mu namalowanie portretów laureatów VH1 Hip-Hop Honors za rok 2005.
W 2018 r. odbyła się prezentacja oficjalnych portretów Baracka Obamy i Michelle Obamy autorstwa odpowiednio jego i Amy Sherald. Jego prace obejmują głównie hiperrealistyczne portrety Afroamerykanów na wzorzystych tłach. Jego prace posiadają w zbiorach m.in. Metropolitan Museum of Art w Nowym Jorku, Denver Art Museum, Hammer Museum w Los Angeles i Walker Art Center w Minneapolis.
W 2014 r. ufundował Black Rock Senegal, multidyscyplinarny program dla artystów, pisarzy i filmowców. W następnym roku otrzymał National Medal of Arts.
Identyfikuje się jako osoba homoseksualna.